# Lex Hostilia
La Lex Hostilia  o Lex Hostilia de furtis, fu una legge emanata nel II secolo a.C. per la tutela del patrimonio di persone che non erano presenti in quanto prigioniere di guerra o inviate in missione dallo stato per cause civili o militari.
Questa legge fu di grande importanza in quanto consentiva il riconoscimento della personalità giuridica, e quindi dei diritti, di un soggetto che si trovava in stato di cattività, e che quindi non poteva presenziare fisicamente in un processo.
Infatti, prima di questa legge, il diritto romano non prevedeva che un'azione legale potesse essere portata avanti da una persona in nome di un'altra, salvo i casi di azioni pro populo, pro libertate, e pro tutela. In particolare l'azione pro tutela sembra riferirsi al caso di un ricorso presentato da un tutore in nome di un minore, ed era una norma riconosciuta di diritto che nessuna terza persona potesse agire per il Tutore in nome del minore. Con la lex Hostilia, quando una persona, che era assente per servizio pubblico, militare o civile, aveva ricevuto un danno per il quale una actio furti era prevista, l'azione poteva essere portata avanti dal tutore della persona assente, e se anche il tutore era assente una terza persona poteva prendere il suo posto.
La lex Hostilia viene menzionata da Giustiniano nelle sue Instituciones.